# Lerista chalybura
Lerista chalybura este o specie de șopârle din genul Lerista, familia Scincidae, descrisă de Storr 1985. Conform Catalogue of Life specia Lerista chalybura nu are subspecii cunoscute.